# Педерсенів закон
Пéдерсенів закон, закон Педерсена (також «закон Уленбека-Педерсена», «перехід *s у *х» або «правило ruki») — фонетичний закон у праслов'янській мові, що його майже одночасно сформулювали К. Уленбек (1894 р.) і Г. Педерсен (1895 р.), але праця останнього швидше стала відомою. Один із найважливіших процесів праслов'янської мови, що якнайбільше змінив вид її консонантизму і який полягав у переході етимологічного *s у *х. Така зміна наявна лише за двох умов: положення *s або після *r чи *k, або після однієї з голосівок ряду -u- чи -i-. Звідси й ще одна назва закону: «правило ruki». Унаслідок даного закону значно розширилося функціонування приголосного [х], що набув властивостей нової консонантної фонеми спільнослов'янської мови, а сама вона стала «власницею» трьох самостійних задньоязикових: [g], [k], [x]. Проте це правило було сформульовано до того, як були досліджені «ларингали».

## Історія

### Відносна хронологія
- Зміна [s] у [х] відбулася до спрощення груп приголосних, що його спричинив закон відкритого складу. На це вказують слова з усіма умовами для переходу, якого не було. У той час, коли діяв Педерсенів закон, такі слова містили приголосний, що заважав переходові: *boi̯ds- →… укр. біс, *rūds- →… укр. рись, *kleups- →… рос. клюся, *kūts- →… укр. киснути, *roi̯sk- →… рос. реснота́, *moiksk- →… укр. місити.
- Зміна [s] у [х] відбулася до слов'яно-германських мовних зв'язків, адже, по-перше, ті запозичені слова, де є умови для переходу, його вже не відбивають, а по-друге, герм. [h] завжди передано через [х], чого не могло би бути, якби [х] не став окремою фонемою: гот. *ausihriggs →… укр. діал. серга, (лат. *caesar) → гот. *kaisar →… укр. цар.
- Зміна [s] у [х] відбулася до сатемізації, адже перехід не мав місце там, де [s] неетимологічний. Через це В. А. Богородицький вважає дану умову ознакою глибокої давності переходу, коли ще розрізнялася вимова [s] і [ș] (← [k̂]): *pĕi̯k̂ātēi̯ → *pĕi̯sātēi̯ →… укр. писати, *pĕi̯sātēi̯ →… укр. пхати, *pŏrk̂- → pŏrs- →… укр. порося (пор. англ. pork «свинина»), *pŏrs- →… укр. порох.
- На думку С. Б. Бернштейна, даний перехід відбувся після втрати складотворчих сонантів, адже [s] змінювався в [х] перед давнім [ṇ2], що було можливим лише тоді, коли [ṇ2] змінився в дифтонгічну сполуку [in]: *molīsṇ2t → *molīsint → *molīxint → molišę, *bīsṇ2t → *bīsint → *bīxint → bišę, *krūsṇ2t → *krūsint → *krūxint → kryšę, *plou̯sṇ2t → *plou̯sint → *plou̯xint → plušę, *rēksṇ2t → *rēksint → *rēkxint → *rēxint → rěšę. Також науковець уважає, що про давність переходу говорить доля [s] після префіксів, які закінчувалися на r, i̯, u̯ (*pĕr-, *prĕi̯-, *ău̯-). Те, що за такої умови [s] перейшов у [х] тільки в одному корені *sĕd- (→ xod- →… укр. хід), свідчить про те, що в той час префікси ще не були строго зв'язані з коренями. Тим самим завдяки Педерсеновому закону слов'янська мова «розщепила» даний корінь на *sĕd- «ходити» і *sĕd- «сісти»[1].

Приклади поширення звуку [х] через аналогію там, де для цього не було передумов, доводять, що значення чергувань [х], [š] з [s] було втрачено ще до початку історичної доби. Після того, як визначилися правила переходу, вимова [s] після ruki стала неприпустимою; приголосні [х], [š], можливі всюди, згодом були узагальнені. В історичну ж добу [s] після ruki знову став допустимим.
Ю. Шевельов відносить цей перехід до VI—V століття до н.е.

### Передумови

#### Перший етап: алофонна видозміна
В індоєвропейській мові [s] не до кінця ввійшов у співвідношення гутуральність-негутуральність, і отже, до системи консонантизму. Будучи єдиним щілинним приголосним, [s] мусив віднайти собі пару, разом із якою утворив би протиставлення гутуральність-негутуральність. Саме це сприяло розходженню на [s] і щілинний гутуральний алофон [х]. Це ж розходження мало алофонний характер, тому [s] і [х] у відношенні один до одного були в положенні додаткової дистрибуції. Але щоб носії мови розрізнили видозміну, щоб оці два звуки стали самостійними, у мові мав з'явитися такий закон, що «скасував» би попередній (у нашім разі — Педерсенів), адже звук [х] усе ще залежав від [s].

#### Другий етап: фонологізація
Суть фонологізації полягає в тім, щоб звуки вийшли з положення додаткової дистрибуції, перетворившись в окремі фонеми. В. А. Маслова для [s] і [х] уважає сатемізацію тим самим новим законом, що припинив дію закону Педерсенового. Отож етимологічний s1 збігся з новоутвореним s2 (← k̂) у [s]. Фонологізація [х] і надалі діяла аж до кінця монофтонгізації дифтонгів. Посиленню цьому звукові також сприяла аналогія (яка завершила фонологізацію), через що він поширився й на інші позиції, де раніше не міг бути. На противагу цьому, [s] уже міг бути там, де мав би перейти в [х], наприклад, завдяки тому ж спрощенню приголосних (бо маємо «біс», а не «біх»). Як наслідок, розходження на два звуки, що почалося було як фонетичний процес, стало фонологічним, було втрачено будь-яку обумовленість [х] ← [s], а праслов'янська мова одержала новий самостійний звук — [х].

##### Аналогія
Безсумнівно, що [х] аналогічного походження виникав у різний час, а особливо інтенсивно в пізнішу добу життя праслов'янської мови. До нас навіть дійшли свідчення, які вказують на збереження подекуди [s], що його пізніше замінив був [х], як-от у давньочеській: Dolás ← Dolan-sъ, Vrbčás ← Vьrbьčan-sъ, де довший час зберігалися давніші форми. Варто зауважити, що дії аналогії піддаються лише самостійні фонеми, а не алофони:
- Після r, u, k, i в закінченні місцевого відмінка основ на *ŏ (oi̯ + sŭ), *ŭ (ŭ + sŭ), *ĭ (ĭ + sŭ) за Педерсеновим законом утворився [х]: *stŏl-ŏi̯-sŭ →…. столѣхъ →… столах, *sūn-ŭ-sŭ →…. сынъхъ →… синах (пор. сан. sūnú-ṣu), gʰŏst-ĭ-sŭ →…. гостьхъ →… гостях. За аналогією таку саму форму почали утворювати й іменники основи на *а (ā + sŭ), хоч і не було для цього якихось фонетичних передумов: *gu̯ĕn-ā-sŭ →…. женахъ →… жонах. Єдиними формами, де залишилося закінчення -s, є займенники нас і вас.
- У сигматичнім аористі так само подекуди мав місце перехід [s] у [х]:
  - У формах 1 ос. всіх трьох чисел давнього сигматичного аористу: молихъ (← *mŏlī-s-ŏm), молихомъ (← *mŏlī-s-ŏmŏs), молиховѣ (← *mŏlī-s-ŏu̯ē), молишѧ (← *mŏlī-s-ṇ1t), рѣхъ (← *rēk-s-ŏm), рѣхомъ (← *rēk-s-ŏmŏs), рѣховѣ (← *rēk-s-ŏu̯ē), рѣшѧ (← *rēk-s-ṇ1t). Під впливом цих форм інші слова теж переінакшили свої закінчення: знахъ (← *gnō-s-ŏm), знахомъ (← *gnō-s-ŏmŏs), знаховѣ (← *gnō-s-ŏu̯ē), знашѧ (← *gnō-s-ṇ1t);
  - У формах 1 ос. всіх трьох чисел новго сигматичного аористу за аналогією: рекохъ (← *rĕk-ŏ-s-ŏm), рекохомъ (← *rĕk-ŏ-s-ŏmŏs), рекоховѣ (← *rĕk-ŏ-s-ŏu̯ē), рекошѧ (← *rĕk-ŏ-s-ṇ1t).
- У формах 1 ос. всіх трьох чисел імперфекту через аналогію: речаахъ, речааше, речаахомъ.
- Під упливом форм теп. часу 2 ос. одн. дієслів на -ī- (пор. *mŏlīsĭ →… укр. мо́лиш) рефлекс [x] → [š'] досяг і інших дієслів: *gnōjĕsĭ →… укр. знаєш.

#### Третій етап: морфонологізація
Завдяки аналогії фонему [х] стали усвідомлювати як показника місц. відм. множини всіх іменників, род.-місц. відм. множини неособових займенників і минулого часу. Це все сприяло закріпленню звуку [х] за певними граматичними категоріями. Перетворення даного звуку на морфологічний формант притаманне для пізньої доби праслов'янської мови, про що свідчать дані Маріїнського Євангелія, де ще спостерігалися хитання у формах аористу: ѩсъ поряд із ѩхъ (від ѩти ...← *ṃ1tēi̯), начѧсъ поряд із начѧхъ (від начѧти).

### «Правило ruki»
В утворенні [s] кінчика язика опущено за нижні різці, піднесена частина в альвеол являє собою тіснину, водночас піднесено й задню частину язика. У положенні після r, u, k, i редукувалася робота передньої частини язика, а задня — трохи вище підіймалася. Але такий перехід містить у собі дві значні проблеми. По-перше, артикуляційно різниця між [s] і [х] така велика, що одне не може безпосередньо перейти в інше, бо тоді б мали існувати якісь ланки, що їх поєднували б. По-друге, не зрозуміло досі, чому саме після r, u, k, i — звуків, що помітно відрізняються один від одного, — [s] перейшов у [х]. На підставі того, що слов'янському [х] (← [s]) відповідає литовське [š], перше питання деякі лінгвісти розв'язують завдяки цьому ж звукові [š], що міг би бути перехідним етапом: [s] → [š] → [х]. Відповідно до цього погляду [š] в укр. діал. вуші (рос. уши) старіша за [х] в укр. вухо. С. Б. Бернштейн відстоює прямий перехід [s] в [х]. На думку Ю. Шевельова, це виглядає неправдоподібно, бо історія має випадки палаталізації задньоязикових, але жодного випадку зміни піднебінно-ясенних у ті самі задньоязикові, тобто [š] ніколи не переходив у [х]. О. О. Шахматов думав, що в цьому разі [s] змінювався в особливий неприродний [s], що його він незрозуміло визначає як лабіалізований чи палатальний.
Доцільно вважати, що перехід [s] після [k] у [х] відбувався окремо. Тут ми маємо випадок узаємної асиміляції: [s] перейшов у [х], а [k] згодом уподібнив себе до наступного звука, кінець кінцем сталося стягнення: [ks] → [kx] → [xx] → [x].
Указуючи звуки «ruki», маються на увазі: голосівки верхнього підйому *ĭ (→ псл. ь), *ū (→ псл. у) , *ŭ (→ псл. ъ), *ī (→ псл. і ← *еi̯, *oi̯), сонанти *i̯ → оi̯ i ai̯ (→ псл. ě), *u̯ → *au̯, *ou̯, *eu̯ (→ псл. u), *r, *ṛ і задньоязиковий *k:
| Голосні ряду -u- | Інд.-є.   | Псл.      | Стсл.    | Укр.           | Лит.     | Голосні ряду -i- | Інд.-є.      | Псл.        | Стсл.      | Укр.       | Лит.    |
| ---------------- | --------- | --------- | -------- | -------------- | -------- | ---------------- | ------------ | ----------- | ---------- | ---------- | ------- |
| ъ                | *u̯ĕtŭsŏ-s | *vetъxъ   | ветъхъ   | ветхий         | vetušas  | ь                | *ălĭsa       | *jelьxa     | ольха      | вільха     | alksnis |
| ъ                | *blŭsa    | *blъxa    | блъха    | блоха          | blusas   | ь                | *pĭs-        | *pьxati     | пьхати     | пхати      | paisýti |
| ъ                | *mŭs-     | *mъxъ     | мъхъ     | мох            | mùsos    | ь                | *kremus-     | *čermъxa    | черемъха   | черемха    | kermuše |
| ъ                | *snŭsā    | *snъxа    | снъха    | — рос.снохá    | snausti  | і                | *tei̯s-       | *tixъ       | тихъ       | тихий      | tylùs   |
| ъ                | *us-i-s   | *vъsь     | въшь     | вóша           | vievesà  | і                | *kīs-        | *čixati     | чьхати     | чхати      | —       |
| ju               | *neus-    | *njuxati  | нѫхати   | нюхати         | —        | і                | *līkso-      | *lixъ       | лихъ       | лихий      | líesas  |
| ju               | *keus-    | *čuxati   | чѫхати   | чухати         | —        | ě                | *mŏi̯sŏ-s     | *měxъ       | мѣхъ       | діал. міх  | maišas  |
| ju               | *jōus-ā   | *juxa     | ѭха      | юха            | júšė     | ě                | *smei̯-so-s   | *směxъ      | смѣхъ      | сміх       | juoktis |
| ju               | *bhreus-  | *brjuxo   | брѫхо    | — (рос. брюхо) | pilvas   | ě                | *toi̯sā-      | *těxa       | ѹтѣха      | утіха      | taisýti |
| u                | *dhōus-   | *duxъ     | дѹхъ     | дух            | dvasia   | ě                | *poi̯s-/*pei̯s | *pěxurъ     | пѣхуръ     | піхур      | —       |
| u                | *mŏu̯sā-ø  | *muxa     | мѹха     | муха           | mūsė     | ě                | *stroi̯sa     | *strěxa     | стрѣха     | стріха     | šiaudai |
| u                | *bhōus-   | *bux-     | бухънути | бýхнути        | —        | ě                | *loi̯sā       | *lěxa       | лѣха       | діал. ліха | lise    |
| u                | *taus-    | *tuxnǫti  | тѹхнѫти  | тýхнути        | tausýtis | ě                | *u̯oi̯s-       | *věxa       | вѣха       | віха       | vizgeti |
| u                | *ouso     | *uxo      | ѹхо      | вухо           | ausis    | Приголосні       | Інд.-є.      | Псл.        | Стсл.      | Укр.       | Лит.    |
| u                | *pous-    | *puxъ     | пѹхъ     | пух            | paustìs  | ṛ                | *u̯ṛsŭs-s     | *vъṛxъ      | връхъ      | верх       | viršuje |
| u                | *klous-   | *sluxъ    | слѹх     | слух           | klausiti | ṛ                | *mьṛk-       | *mьṛksnǫti- | мрьхнѫти   | мéрхнути   | —       |
| u                | *sausos   | *suxъ     | сѹхъ     | сухий          | sausas   | r                | *vors-       | *vorxъ      | врахъ      | ворох      | —       |
| u                | *trōus-   | *truxъ    | трѫхъ    | трухá          | traušùs  | r                | *gors-       | *gorxъ      | грахъ      | горох      | garšas  |
| u                | *rous-    | *ruxъ     | рѫхъ     | рух            | ruoša    | r                | *pors-       | *porхъ-     | прахъ      | порох      | purslas |
| y                | *pūs-     | *pyxa     | пыха     | пиха           | pũstis   | r                | *borsьno     | *borxьno    | брашьно    | борошно    | —       |
| y                | *mūs-     | *myšь     | мышь     | миша           | —        | k                | *loksati     | *loxati     | лохати     | лóхати     | —       |
| y                | *prūs-    | *pryskati | пырхати  | прихати        | praūsti  | k                | *polksati    | *polxati    | плашити сѧ | полохати   | —       |
| y                | *phūs-    | *pyxati   | пыхкати  | пихкати        | pūsti    | k                | *ksoudo-     | *xudъ       | хѹдъ       | худий      | —       |
| y                | *drūs-    | *dryxъ    | дрыхнѫти | діал. дрихнути | —        | k                | *lāks-       | *laxъ       | лахи       | лахи       | —       |
| y                | *krū-s-   | *krъxa    | кръха    | криха          | kruša    | k                | *ṷīks-       | *višьnja    | вишьня     | вишня      | —       |

Отже, колишній [s] представлений у мовах так:
| Архетип | Хет. | Сан.    | Гр.         | Лат.   | Ст-сл. | Лит. | Гот. | Герм. | Ірл. |
| ------- | ---- | ------- | ----------- | ------ | ------ | ---- | ---- | ----- | ---- |
| [s]     | s    | s, ṣ, ḥ | σ (ς), ', ø | s, r,ø | с, х   | s, š | s    | s, z  | s    |

### Відсутність переходу
- Звук [s] не переходив у [х] у звукосполуках [sp], [st] і [sk], бо поєднання з проривним приголосним утримувало передньязикову артикуляцію: *lŏu̯spā →… укр. лушпиння, *pṛ1stĭ-s →… укр. перст, *pŏu̯st-ī-tēi̯ →… укр. пустити, *istьnъ →… укр. істина, *ei̯skʰ-ā-tēi̯ →… рос. искать («шукати»), *bʰlŏi̯skŏ-s →… укр. блиск, *jьskra →… укр. іскра.
- Також не відбувалося переходу, якщо [s] був перед дзвінкими приголосними, адже в цьому разі [s] одзвінчувався, перетворюючись у [z]: *misda →… укр. діал. мзда; *jisga → *jizga, *broi̯sg- →… укр. брезгати, *brūsga →… укр. бризкати.
- На початку слова, за винятком перед [j], що спричиняв йотову палаталізацію: *sēmēn-ø →… укр. сім'я, *sūnŭ-s →… укр. син, *stātēi̯ →… укр. стати., але *si̯ūtēi̯ →… укр. шити.
- У середині слова після інших голосних і приголосних: *răsă-ø →… укр. роса, *nĕbʰĕs-ĕ-s →… укр. небес, *mēmsŏ-m →… укр. м'ясо.
- Після голосного [і], що постав із [о], [е]: *năsŏ-s →… укр. ніс, *kŏlĕs-ĕ-s →… укр. коліс.

### Ларингали
Спершу подивімося на форми з -ас-:
- Форми з s ← *t̯ ← *dd/tt: *ku̯eɑ̯t̯os → укр. квас, *kroɑ̯t̯- → укр. краса, *boɑ̯t̯- → макед. баса «бити, стусувати», рос. бат «кийок», *g̊eɧt̯- → укр. жаский, жасний.
- Форми з *-s(ḱ̮/H) або з імовірним довгим аблаутом: *peɑ̯ǝ̆˚s → укр. пасти, *nosɑ̯on/*nōson → укр. нас, *prōs-/*prɧos- → укр. напрасний, *g̊osɑ̯- → укр. гасити.

Як можна побачити, немає жодної форми, що сягала б висхідного *s після ларингалу. Щодо форми аористу та імперфекту на -ах-(/-ēx-), місц. відм. множини на -ахъ і суфіксу -ах-, то вони сягають комбінацій -oɑ̯s-, -oɧs-, -еɧs-. Наприклад: *imoɧsi → ст.-сл. имаши (2 ос. одн.) при имамь (1 ос. одн.) від нетематичної форми дієслова имѣти. Далі вже наведено варіанти після ларингалів. Форми з повним ступенем -ɑ̯s-/-ɧs- (в усіх випадках у словянській мові — повний ступінь): *meɑ̯s- → укр. махати, *peɑ̯s- → укр. пахати, *poɧs- → укр. пахнути, *ploɧseɑ̯ → укр. плаха, *st̯roɑ̯sos → укр. страх, *keɧs- → укр. чахнути, *koɧs-i̯-eɑ̯ → укр. каша, *k̊oɧs- → укр. кахикати, *peɧs-(i̯)o- → укр. піший, *i̯eɧs- → укр. їхати, *greɧs- → укр. гріх, *speɧs- → укр. успіх, *b̯eɑ̯s- → рос. бахарь «базіка», *ɑru̯eɧs- → укр. горіх, *noɧsi̯- → укр. наш, *geɧs- → укр. жах, *ǵǝ̆˚noɧs- → укр. знахар, *polɧs- → укр. полох, *lɧ̥s(i̯)- → рос. лоший, *lɑs- → укр. лахматий, *kɑs- → укр. кохати, *ḱɑsk̮eɑ̯ → укр. соха.
На підставі даних слів до «правила ruki» можна додати ще звуки *ɑ, *ɑ̯, *ǝ, *ɧ. Отже, *s після *i, *ĭ, *u, *u̯, *r, *k, *ɑ, *ɑ̯, *ǝ, *ɧ, *ū змінився у велярний спірант *х, якщо після нього не було смичного, а поєднання *kx надалі спростилось у *x.
Про те, що [х] з'явився після ларингалів, говорить і Р. Матасович: «„правило ruki“ мало місце, якщо після ряду -u- чи -i- був ларингал, тобто [s] переходив у [х] після [uH]
i [iH], але ми не можемо знати, чи ще були ці ларингали під час дії Педерсенового закону: інд.-є. *muHs → псл. *mūši →… укр. миша (лат. mūs)».

## В інших мовах
На відміну від цього самого процесу в індоіранських і балтійських мовах, у слов'ян така заміна була інтенсивнішою. Слов'янські мови відтворюють [х] і [š] в умовах, що збігаються з положенням [š] в індоіранських мовах, у литовській і у вигляді залишків у вірменській.

### Балтійські
Найпослідовніше даний процес відбувався серед балтійських мов у литовській: viršùs («верх»), añkštas («вузький»), garšvà («горох»), maišas («хутро»), проте навіть у ній знаходимо багато винятків, особливо після [r] i [k]: áuksas («золото»), gařsas («звук»). Я. С. Отрембський вважав, що «…доля індоєвропейського [s] в литовській мові неабияк підтверджує гіпотезу про первісну балто-слов'янську спільність. Шиплячий звук [š] (← [s]), який зберігся в литовській після [r] i [k], опосередковано вказує на те, що цей звук перейшов індоєвропейського свистячого [s] в усій балтійській мовній групі (як і в слов'янській). Але після роз'єднання спільності розвиток [š] був різним: у балтійських мовах він здійснив зворотній перехід у [s] у той час, як у слов'янських він перейшов у [х]».

### Іранські
На відміну від слов'янських мов, в індоіранських відображення даного процесу наявне і перед дзвінкими приголосними: псл. *mizda, але ав. *mіždəm.

## Інші випадки появи звука [х]
- Звуконаслідування. Іноді [х] з'являвся в експресивних, звуконаслідувальних словах на зразок кахикати, бухикати, хуркати, хрюкати, ахкати, шерех; [x] могло бути експресивним варіантом приголосного [kh] на початку слова: хохотати, хоробрий.
- Запозичення. Через цілий ряд германських слів, що містили звук [h], було запозичено [х] ще в праслов'янській мові: *xlěbъ («хліб») ← гот. hlaifs; *xlěvъ («хлів») ← гот. hlaiw; *хъḷmъ («холм») ← прагерм. *hulma-; *хyzъ («хижа») ← прагерм. *husa-.
- Оглушення. Зазвичай [х] з'являється внаслідок оглушення [г]. Дане явище не є нормативним, хоч і воно зрідка має місце в літературній українській: нігті [ніхті], кігті [кіхті], вогко [вохко], легко [лехко], дігтяр [діхтяр] і похідні. По деяких діалектах оглушення можа відбуватися частіше, тому [х] має місце і в таких випадках: ріг [ріх], доріг [доріх], бігти [біхти].
- Дисиміляція. Ще один спосіб появи [х] — це дисиміляція звукосполук [кт] → [хт] та [кр] → [хр]. Перший випадок поширеніший, особливо по діалектах, наприклад: дохтор ← доктор, прахтика ← практика, трахтор ← трактор. Інколи дана зміна є нормою, наприклад, хто, ніхто. Щодо зміни [кр] → [хр], то відомий тільки один приклад, а саме: хрест ← крест.
- Субституція. Слов'янським мовам, як відомо, не властивий звук [ф]. Українській мові, на відміну від усіх інших, більш характерна заміна [ф] іншими подібними, серед яких і зустрічається звук [х]. У просторіччі заміна здійснюється декількома способами, а саме: [х], [хв], [хт], що зустрічається подекуди і в художній літературі: Хома ← Фома, хундамент ← фундамент, хлот ← флот, хвабрика ← фабрика, хворма ← форма, Митрохван ← Митрофан, Махтей ← Матфей, в останньому разі відбулася ще перестановка [тф] → [хт]. У деяких випадках така субституція перейшла в норму, як-от: хвіртка, хура, хутро, хурдига[16].
- Зібсів закон. Даний закон з поправкою Ілліча-Світича пояснює появу [х] на початку слів у слов'янських мовах. У цьому разі слов'янські мови можна вважати справді унікальними, бо лише вони поширили «правило ruki» на початкові приголосні, тобто туди, куди воно не могло дістатися в інших мовах.
- У слові волхва з прасл. *vъlšьba ми бачимо приклад розвитку *-ls- → -lx-, але дане слово не має вірогідної етимології, тому не можна остаточно сказати, що х ← *s виник після *l.